# Yorckgebiet
Chemnitz-Yorckgebiet – dzielnica miasta Chemnitz w Niemczech, w kraju związkowym Saksonia. 